# Make A Girl
《MAKE A GIRL》（中国内地译名暂为伊人制造）是一部于2025年上映的日本动画电影，由安田现象担任原作、编剧、导演，全片为3DCG制作。

## 登场角色
水溜明（声：堀江瞬、日向未南（幼时））
17岁的高中生，从事机器人和人工智能研究的天才科学家。他的人际关系观念很差，对于朋友的故事只看表面。因为朋友的故事启发下创造一个“女朋友”机器人。
0号（声：種崎敦美）
明创造的“女朋友”机器人，虽然被设定对明有某种浪漫的感情，但因为开始怀疑自己是真心地喜欢明还是捏造的假象，而对此陷入迷茫。
大林邦人（声：增田俊樹）
明的同学，经常向明渲染自己的女朋友，而启发了明创造自己的“女朋友”。
幸村茜（声：雨宫天）
明的同学，虽然对于明整天沉迷研究而失望，但还是常常照顾他，甚至像妈妈一样照顾0号。
海中绘里（声：花澤香菜）
明的义父的研究室里的博士生，和明住在同一座大楼。
高峰庄一（声：上田燿司）
明的义父，是明母亲的大学同学，从事人工智能的研究，从小就发现明的才能，在其母亲过世后收养了明。

## 制作人员
- 导演、原作、剧本、分镜、演出、角色原案、总作画监督、CG监督：安田现象
- 角色设计、美术背景样板：高架
- 作画监督、角色主要建模：笠原健
- 助理作画监督：萩生美樱
- 美术监督、美术设定：松下舜
- 音乐：末廣健一郎
- 音响导演： 今泉雄一
- 音响效果： 上野励
- 出品： Make A Girl Project[註 2]
- 动画制作：安田现象工作室 by Xenotoon
- 发行：角川映畫

## 制作

### 策划与剧本
本电影是由安田现象执导，同时担任剧本、分镜和演出，这也是他首次执导长篇剧情片。这部电影是基于安田他于2020年发布的首部短篇动画改编，而这部动画也是基于他创作的一部轻小说，该动画曾在2020年CG动画大赛获奖。他曾提过，在失业期间，他感到自己想要拥有一个不需要人际关系的朋友，这成了他创作的起点，这部电影也是在反复思考“如何定义朋友”的想法之后创作出来的。
本电影的动画制作人，Xenotoon的首席执行官川瀬好一是在看过之后（另一篇文章提到是的MV），主动与安田取得了联系，来制作该电影改编。为了充分发挥安田他作为个人艺术家的经验，Xenotoon为其创立专门的只有少量人员的个人工作室。此外，为了避免安田的艺术创作被过度商业化影响，该电影没有使用制作委员会制度来进行策划。但也因此，电影的制作过程中，资金很快就告罄了，因此安田使用众筹来募集资金。众筹活动在2022年8月和2023年9月举行，两次目标都是募集1000万日元，但第一次募集到2370万日元，第二次募集到2310万日元，远超预期目标。
剧本方面，与原作相比进行了大幅修改并添加了更多元素，让观众不会觉得“这不就用一部短篇动画就能完全表现了”的感觉。本电影的主题之一是“追逐梦想”。其背后的问题在于——即使不惜代价也要追求的梦想是否真的值得。主人公水溜明放弃了研究，选择和0号一起追求幸福，而明的母亲则为了实现自己的梦想而牺牲了一切，两个角色因此形成鲜明的对比。
故事初期，角色水溜明的原型是安田在美术大学学习时遇到并仰慕的一个人，一个可以一心一意地追求自己“正确答案”的人。但随着故事的发展，明在0号的影响下变得更加人性化，变得和安田本人一样，妥协并改变了自己追求的“正确答案”。另一方面，0号被塑造为一个为了一己私利而抛弃重要事物的角色，到了故事结尾，她违背了明和他母亲给她设定的程序限制，袭击了明，从而表现了0号变成人的瞬间。
在剧本创作时，安田请求川瀬不要干涉剧本内容。由于原作短篇和本作长篇电影在角色塑造上存在差异，即使制作到了尾声，剧本仍在进行修改，经历了31次的修改才定稿。

### 动画制作
本电影的制作团队是Xenotoon旗下的“Xenotoon的安田现象工作室（安田現象スタジオ by Xenotoon）”，工作室由4名原画师和3名模型师组成。由于制作周期非常短，安田反复叮嘱制作人员说“希望作品能完成至70%”，另一方面，从根据分镜制作的开始，他给了制作人员自行理解的权利，充分发挥原画师的个性，在高度自由的氛围下进行制作。
本电影的目标是彻底消除3DCG特有的不自然动作，让观众不会察觉到这是3DCG作品。因此，本作特意降低画面帧率至每秒12帧，与典型的手绘动画相同。同时，也对每个场景的帧率进行了调整。
角色设计沿用了原作的设定，由插画家高架重新设计。角色水溜明继承了原作中的角色研究员的风格外貌的同时，设计成了以漫画式符号表现为特征，身着连帽衫的造型。另一方面，0号的角色设计使用蓝绿色为基调，体现其来自于培养缸的性质，并且采用了中性形象设计来抑制其女性气质。基于这些角色设计，由笠原健进行角色建模。
角色模型并没有一开始就做得很精细，而是通过制作剪辑的过程中逐步添加精细细节来进行润色。因此角色模型的精细程度一直保持最低限度，从而提高了制作效能。在对角色面部表情进行修饰的工序中，先在安田的指导下，作画监督笠原健和助理作画监督萩生美樱使用CLIP STUDIO PAINT进行修正，之后动画师在此基础上使用After Effects调整，这样确保了即使在特写镜头中，角色的表情也不会变得呆板，并令人联想到手绘动画的质感。

### 角色演绎
角色0号和水溜明母亲稻叶都需要演绎者极高的演技，既要刻画两个角色的不同，又要展现0号的多面性。所以安田指名了在其他作品中给他留下深刻印象演技的种崎敦美来演绎这两个角色。种崎表示，她对0号这个角色的独特性和留下很大解读空间的台词感到非常困扰。在塑造0号这个角色时，她为角色设想了一个像孩子一样纯真无邪的状态，并在工作室反复练习台词来塑造这个角色形象。除了种崎敦美之外，其他角色都通过试镜选定下来。其中水溜明这个角色，安田想要一个声音尖锐、纯真但不接地气的人，所以选择了堀江俊，这是他首次担任电影主角。在演绎期间中，他非常注重营造种崎敦美饰演的0号角色之间的氛围。

### 音乐
本作主题曲为《花星（花星）》，由Eve包办作词、作曲、演唱，与Zingai共同编曲。他评论这首曲“与这部作品存在许多共通之处。无论是与他人相处中不断变化的心境，还是面对并那不甚平凡的日常时，我都是怀着祈祷与心愿创作了这首歌的。”

## 公映
2024年11月5日，在东京国际电影节动画片单元展映中播出了无主题曲版本，播映前安田和种崎登台演讲。2025年1月31日开始在日本全国上映，共112家电影院播映过。电影评论网站Filmarks发布的“1月第5周上映电影首日满意度排行榜”中，该片在12部影片中排名第11位。
2025年2月14日起，智能手机应用程序“HELLO! MOVIE”上线了包括安田、种崎和堀江评论音轨的版本。
2025年5月31日，入选第二十七届上海国际电影节动画片单元展映项目。

## 评价
作家在资讯网站Real Sound撰写评价道“主人公是一位天才的理科少年，行为举止疯狂，高潮部分也同样疯狂，让观众既敬佩又感到恐惧”，他还指出明的思路反常，令观众无法理解接受，所以他认为这导致本电影评价褒贬不一的原因。但另一方面，他认为通过池田明季哉撰写的小说，从阅读0号的视角讲述的故事，读者能够理解最终的发展以及明的背景。还提到新海诚曾在X上这样评价“电影虽然质感粗糙，但却很强劲，给了我很大的启发”，认为由于安田现象和新海诚都以自主制作短片发家的，所以对安田的未来发展寄予厚望。
作家在MOVIE WALKER PRESS连载策划这样评价本作——“你会被0号的可爱与勇敢深深打动。你会因明与觊觎其技术者的紧张刺激追逐戏而心跳加速。你会为结局突如其来的黑暗走向而心头一紧。这是一部如同坐过山车般情绪起伏，让人看完后思绪万千的作品”。
Anime News Network的理查德·艾森比斯（Richard Eisenbeis）评价本作道：虽然有一些有趣的发展，例如主角明和幕后主谋绘里有着相同的冲突，以及爱情是否可以使人更加全面的问题，但本作剧本存在三个缺陷——虽然明创造了0号被描绘为一件震惊世界的大事，但故事里的公众和政府居然对此毫无反应；虽然本作主题严肃，但0号适应人类社会的过程却以一种滑稽的方式描绘出来，使作品显得过于别扭；故事并没有准确地展开和探索0号能否证明其自由意志这一核心困境，而是突然且出乎意料地走向了最极端的结局。除外，他还评价道，从视觉上看，认为动作场面令人印象深刻，但也指出了一些奇怪的广角镜头、帧率下降以及3D模型缺乏细节的问题。配乐虽然还不错，但也不令人难忘。最终细项评分上，给了故事性C-、动画C、艺术性C+、音乐C-、综合评分为C-的评价。

## 发行
普通版蓝光碟和限定版蓝光碟两个版本将于2025年8月27日发行，两个都有安田、种崎和堀江的评论音轨，限定版还包括由池田明季哉编写的电影版小说，和安田绘制的分镜图集。

## 相关出版书籍
视觉书

2025年1月10日由宝岛社发行的官方视觉书，收录了包括本作在内的多部安田现象影片片段。
小说
著作：池田明季哉，原作：安田现象、Xenotoon，插画：安田现象
本电影的小说版，以0号未在电影中出现的视角来展开。2025年2月7日由电击文库发行。
- [39]

著作：池田明季哉，原作：安田现象、Xenotoon，插画：安田现象
本电影的衍生小说，讲述水溜明母亲稻叶在高中时的故事。2025年2月7日由电击文库发行。
著作：真田天佑，原作：安田现象、Xenotoon，插画：
本电影的衍生小说，讲述水溜明创造自己的机器人“机器明”的故事。2025年2月25日由MF文庫J发行。
漫画
作画：，原作：安田现象、Xenotoon
本电影改编漫画，2025年2月14日开始在電擊PlayStation连载。

## 备注
1. ↑  第27届上海国际电影节动画片单元展映的译名[1]
2. ↑  KADOKAWA、Xenotoon、movic（日语：ムービック）